# Les Adieux de László Hunyadi
 (juin 2016).
Si vous disposez d'ouvrages ou d'articles de référence ou si vous connaissez des sites web de qualité traitant du thème abordé ici, merci de compléter l'article en donnant les références utiles à sa vérifiabilité et en les liant à la section « Notes et références ».
Les Adieux de László Hunyadi (en hongrois : Hunyadi László búcsúja) est un tableau peint par Gyula Benczúr vers 1866.  
Il évoque un épisode de la vie de László Hunyadi.  
Il est conservé à la galerie nationale hongroise à Budapest. En 2014, il est prêté au Musée des beaux-arts de Lyon dans le cadre de l'exposition L'invention du Passé. Histoires de cœur et d'épée 1802-1850.